# Société générale des chemins de fer économiques

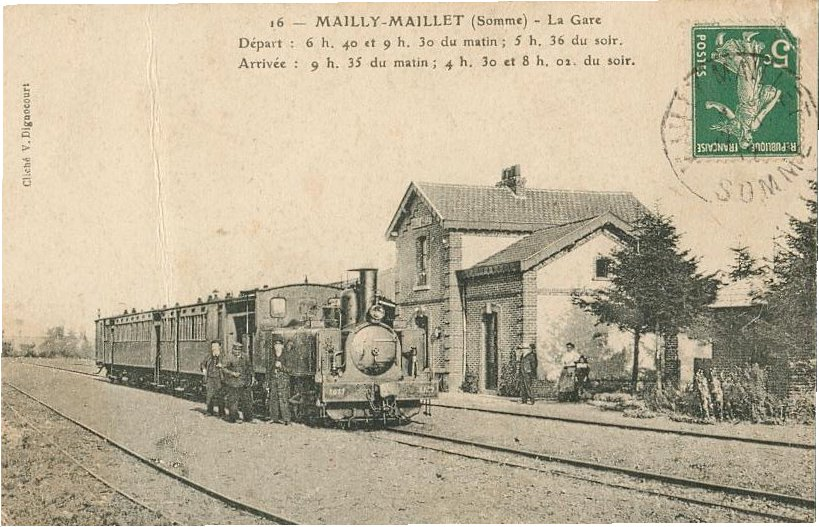
Schmalspuriger Zug der SE (Réseau du Nord) im Bahnhof Mailly-Maillet im Département Somme

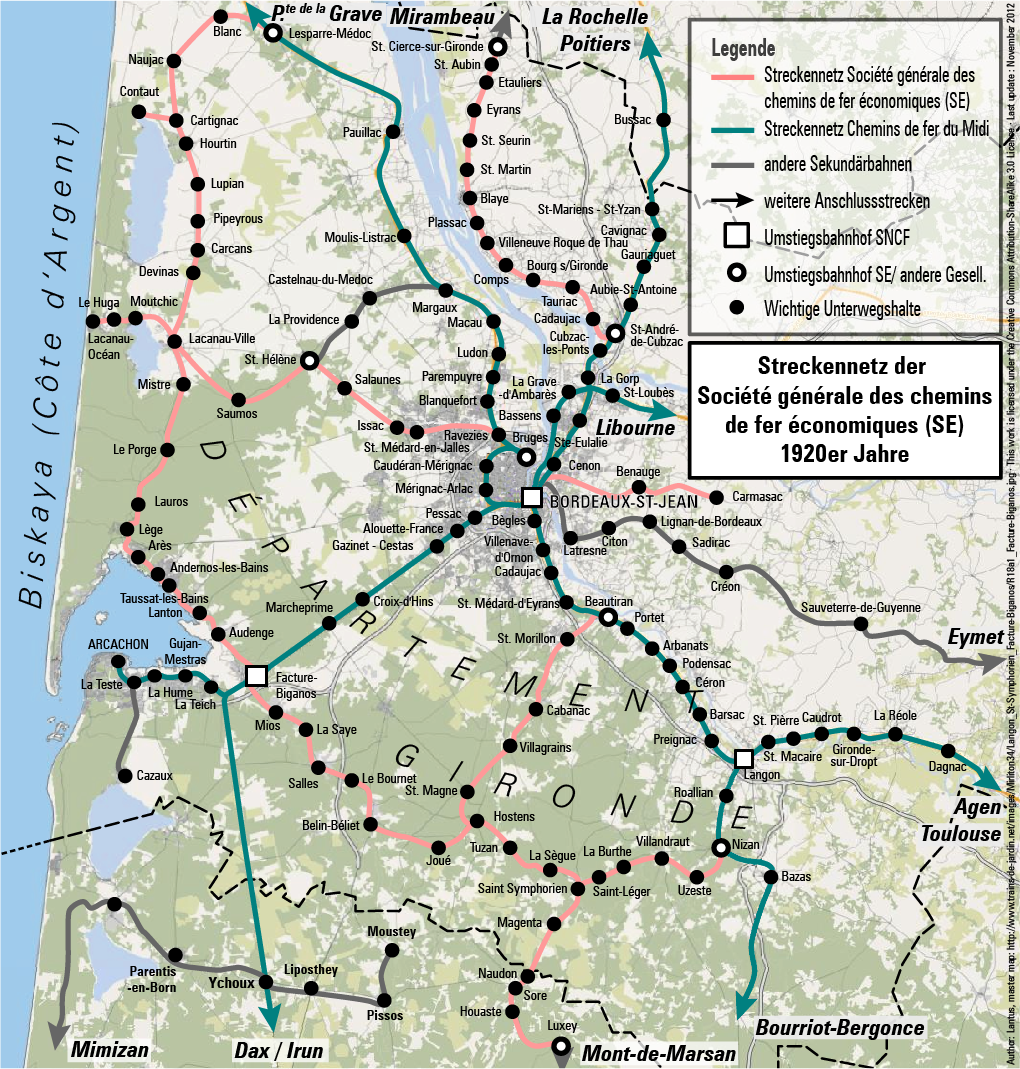
Streckennetz der Gesellschaft im Département Gironde und andere Strecken Mitte der 1920er Jahre

Die Société générale des chemins de fer économiques (SE) (deutsch: Allgemeine Kleinbahn-Gesellschaft) war das größte Unternehmen in Frankreich, das sich mit dem Bau und Betrieb von Neben-, Klein- und Straßenbahnen befasste.
Die Gesellschaft wurde am 12. Februar 1880 gegründet und errichtete normal- und meterspurige Bahnen in zahlreichen Regionen Frankreichs. Die Länge ihres Schienennetzes umfasste Anfang der 1930er Jahre rund 3000 Kilometer, dazu kamen noch rund 650 Kilometer von Bahnen höherer Ordnung. 
Trotz der seit Jahrzehnten anhaltenden Einschränkung des Personen- und Güterverkehrs auf der Schiene ist die Nachfolgegesellschaft der SE auch heute noch ein bedeutender Verkehrsträger; allerdings werden auch zahlreiche Omnibuslinien betrieben. Daher firmiert das Unternehmen seit 1963 als Société générale des chemins de fer et de transport automobile (SGCFTA). Nach der 1966 auf Bestreben des Hauptaktionärs La Paternelle vollzogenen Fusion mit der Companie des chemins de fer secondaires et transports automobiles (CFSTA) wurde die so entstandene Chemins de fer et transport automobile (CFTA) 1989 Teil der CGEA-Gruppe, aus der 2005 Veolia Transport wurde. Seit 2019 firmiert die frühere CFTA als Transdev Rail.

## Betriebene Strecken
- Chemins de fer économiques de la Gironde
  - Bahnstrecke Saint Symphorien–Lesparre (141 km), 1884 in Betrieb genommen, in den Jahren 1954–1978 stillgelegt
  - Bahnstrecke Nizan–Luxey (39 km), zwischen 1873 und 1886 in Betrieb genommen, in den Jahren 1951 und 1970 stillgelegt
  - Bahnstrecke Bruges–Lacanau-Océan (55 km), 1885 und 1905 in Betrieb genommen, in den Jahren 1962 und 1978 stillgelegt
  - Bahnstrecke St. André-de-Cubzac–St. Ciers-sur-Gironde (52 km), 1888/89 in Betrieb genommen, in den Jahren 1954 und 1970 stillgelegt
  - Bahnstrecke Benauge–Carmasac (16 km), 1900 errichtet, 1913 an die Tramways Électriques et Omnibus de Bordeaux (TEOB) abgegeben und 1949 stillgelegt

- Réseau de la Nièvre
  - Bahnstrecke Corbigny–Saulieu (76 km), am 1. Juli 1903 eröffnet[2]
  - Bahnstrecke Nevers–Corbigny (74 km), am 5. März 1939 geschlossen[3]
  - Cosne-Cours-sur-Loire–Saint-Amand-en-Puisaye (22 km), 1905 eröffnet, am 5. März 1939 stillgelegt
  - Saint-Révérien–Brinon-sur-Beuvron (8 km), 1906 eröffnet, am 1. August 1933 stillgelegt
  - Saint-Saulge - Moulins-Engilbert (33 km), 1936 stillgelegt

- Réseau du Nord (SE)
- Réseau de Seine-et-Marne (SE)
  - Straßenbahn Verneuil-l’Étang–Melun (18,4 km), 1901 in Betrieb genommen, 1949 stillgelegt
  - Bahnstrecke Jouy-le-Châtel–Sablonnières (37 km), 1903 in Betrieb genommen
  - Bahnstrecke Jouy-le-Châtel–Marles-en-Brie (24 km), 1902 in Betrieb genommen
  - Bahnstrecke Jouy-le-Châtel–Bray-sur-Seine (51 km), 1904 in Betrieb genommen
- Réseau de la Woëvre (149 km), von 1914 in Betrieb genommen, 1938 stillgelegt
- Die von der Compagnie Meusienne de Chemins de Fer übernommenen Strecken, 1888 in Betrieb genommen, 1938 stillgelegt